# Корзиљија (Ђенова)
Корзиљија је насеље у Италији у округу Ђенова, региону Лигурија.
Према процени из 2011. у насељу је живело 31 становника. Насеље се налази на надморској висини од 564 м.